# 小行星3673
小行星3673（英語：3673 Levy）是一颗围绕太阳公转的小行星。1985年8月22日，愛德華·鮑威爾在可可尼诺县发现了此天体。
这颗小行星的绝对星等为45.01105等。